# Мохаммед Ваад
Мохаммед Ваад (араб. محمد وعد, нар. 18 вересня 1999, Багдад) — катарський футболіст іракського походження, півзахисник клубу «Ас-Садд» та національної збірної Катару.

## Клубна кар'єра
Народився 18 вересня 1999 року в місті Багдад. Вихованець футбольної школи клубу «Ас-Садд». Дорослу футбольну кар'єру розпочав 2016 року в основній команді того ж клубу, в якій провів два сезони, взявши участь у 2 матчах чемпіонату.
Згодом з 2018 по 2020 рік грав у складі команд «Культураль Леонеса», «Аль-Аглі» та «Аль-Вакра».
До складу клубу «Ас-Садд» приєднався 2020 року. Станом на 7 березня 2020 року відіграв за катарську команду 55 матчів в національному чемпіонаті.

## Виступи за збірні
У 2018 році дебютував у складі юнацької збірної Катару (U-19), загалом на юнацькому рівні взяв участь у 5 іграх, відзначившись одним забитим голом.
З 2019 року залучався до складу молодіжної збірної Катару. На молодіжному рівні зіграв у 3 офіційних матчах.
У 2021 році дебютував в офіційних матчах у складі національної збірної Катару.
У складі збірної — учасник чемпіонату світу 2022 року у Катарі.
| Дата       | Місто                    | Господарі   | Результат               | Гості       | Турнір                                          | Голи | Примітки |
| ---------- | ------------------------ | ----------- | ----------------------- | ----------- | ----------------------------------------------- | ---- | -------- |
| 27-3-2021  | Дебрецен                 | Катар       | 2 – 1                   | Азербайджан | товариський матч                                | -    |          |
| 7-6-2021   | Доха                     | Оман        | 0 – 1                   | Катар       | Відбір до ЧС 2022                               | -    | 77'      |
| 4-7-2021   | Пула                     | Сальвадор   | 0 – 1                   | Катар       | товариський матч                                | -    |          |
| 13-7-2021  | Х'юстон                  | Катар       | 3 – 3                   | Панама      | Кубок КОНКАКАФ 2021 - 1-й етап                  | -    | 90+4'    |
| 1-9-2021   | Дебрецен                 | Катар       | 0 – 4                   | Сербія      | товариський матч                                | -    | 85'      |
| 7-9-2021   | Люксембург               | Люксембург  | 1 – 1                   | Катар       | товариський матч                                | -    | 23'      |
| 11-11-2021 | Белград                  | Сербія      | 4 – 0                   | Катар       | товариський матч                                | -    |          |
| 14-11-2021 | Баку                     | Азербайджан | 2 – 2                   | Катар       | товариський матч                                | -    |          |
| 30-11-2021 | Ель-Хаур (муніципалітет) | Катар       | 1 – 0                   | Бахрейн     | Кубок арабських націй 2021 - 1-й етап           | -    |          |
| 3-12-2021  | Доха                     | Оман        | 1 – 2                   | Катар       | Кубок арабських націй 2021 - 1-й етап           | -    | 78'      |
| 6-12-2021  | Ель-Хаур (муніципалітет) | Катар       | 3 – 0                   | Ірак        | Кубок арабських націй 2021 - 1-й етап           | -    |          |
| 10-12-2021 | Ель-Хаур (муніципалітет) | Катар       | 5 – 0                   | ОАЕ         | Кубок арабських націй 2021 - чвертьфінал        | -    | 60'      |
| 18-12-2021 | Доха                     | Єгипет      | 0 – 0 д.ч. (4 — 5 п.п.) | Катар       | Кубок арабських націй 2021 - матч за 3-тє місце | -    | 3'       |
| 26-3-2022  | Ер-Райян (муніципалітет) | Катар       | 2 – 1                   | Болгарія    | товариський матч                                | -    |          |
| 29-3-2022  | Ер-Райян (муніципалітет) | Катар       | 0 – 0                   | Словенія    | товариський матч                                | -    | 87'      |
| 26-8-2022  | Вінер-Нойштадт           | Катар       | 1 – 1                   | Ямайка      | товариський матч                                | -    |          |
| 23-9-2022  | Відень                   | Катар       | 0 – 2                   | Канада      | товариський матч                                | -    | 46'      |
| 27-9-2022  | Відень                   | Катар       | 2 – 2                   | Чилі        | товариський матч                                | -    | 88'      |
| Усього     |                          | Матчів      | 18                      |             | Голів                                           | 0    |          |

## Титули і досягнення
- Чемпіон Катару: 2020-21, 2021-22, 2023-24, 2024-25
- Володар Кубка Еміра Катару: 2017, 2020, 2021, 2024
- Володар Кубка наслідного принца Катару: 2017, 2020, 2021, 2025
- Володар Кубка зірок Катару: 2019-20
- Володар Кубка шейха Яссіма: 2017, 2019

Збірні
- Володар Кубка Азії: 2024